# شريط وردي
الشريط الوردي (بالإنجليزية: Pink ribbon)‏ هو الرمز الدولي للتوعية بسرطان الثدي. الشرائط الوردية، واللون الوردي بشكل عام، تميز مرتديها بالدعم المعنوي للنساء المصابات بسرطان الثدي. يكثر رؤية الشرائط الوردية خلال شهر التوعية عن سرطان الثدي.

## التاريخ
كان أول ربط بين استخدام الشريط الوردي مع سرطان الثدي في خريف عام 1991، عندما وزعت مؤسسة سوزان كومين شرائط وردية على المشاركين في سباق بمدينة نيويورك للناجين من الإصابة بسرطان الثدي.
اعتمد الشريط الوردي كرمز رسمي للشهر العالمي للتوعية حول سرطان الثدي عام 1992. واشتق الشريط الوردي من الشريط الأحمر الممثل للتوعية بمرض الإيدز.